# Шедаль, Эммануэль
Эммануэль Шедаль ((фр. Emmanuel Chedal), род. 15 января 1983 года, в Мутье, Франция) — известный французский прыгун с трамплина, участник двух Олимпийских игр.
В Кубке мира Шедаль дебютировал в 1998 году, в декабре 2009 года первый и пока единственный раз попал в тройку лучших на этапе Кубка мира. Кроме единственного подиума на сегодняшний момент имеет 16 попаданий в десятку на этапах Кубка мира, 7 в личных соревнованиях и 9 в командных. Лучшим результатом Шедаля в итоговом общем зачёте Кубка мира является 15-е место в сезоне 2009-2010.
На Олимпиаде-2002 в Солт-Лейк-Сити показал следующие результаты: командные соревнования - 10-е место, большой трамплин - 28-е место.
На Олимпиаде-2010 в Ванкувере стартовал в трёх дисциплинах: стал 9-м в команде, 24-м на нормальном трамплине и 13-м на большом трамплине.
За свою карьеру участвовал в трёх чемпионатах мира, лучший результат 8-е место в команде на чемпионате-2009 в Либереце.
Использует лыжи производства фирмы Rossignol.